# 戸崎奈津
戸崎 奈津（とさき なつ、1987年8月27日 - ）は、日本の女性モデル、元レースクイーン。滋賀県出身。
2012年までア・ライズプロモーション所属だったが、現在はプリッツコーポレーションに所属している。愛称は「なっち」。
2015年1月5日、レースクイーンからの卒業を報告。

## 人物
- 2008年からモデル・イベントコンパニオンの仕事を始め[2]、2010年にレースクイーンデビュー[5]。以後もRQ業の傍ら、オートサロンやゲームショウなどのイベントに多数参加している。
- ア・ライズ時代の同僚で、現在スリーライズに所属している有馬綾香（旧：中野綾香）と仲が良い。2012年と2013年の中山金杯では、有馬と共に鏡開きのアシスタントを務めていた[6][7]。
- 3人きょうだいの次女（姉と弟がいる[8]）。
- 趣味は旅行、スキューバダイビング、マッサージ。

## 主な活動

### レースクイーン
- 2010年10月：MotoGP日本グランプリ「phiten racingレースクイーン」[5]
- 2011年：全日本ロードレース選手権「MuSASHi RT HARC-PROレースクイーン」（相方：小林まき）
- 2012年：SUPER GT「RUNUP CORVETTE EFXガール」（相方：阿川麻美）
- 2013年 - 2014年：D1グランプリ「Team TOYO TIRE DRIFT TOYO GIRL[1]」（相方：阿川麻美）
- 2013年：スーパー耐久「埼玉トヨペットモータースポーツサポーターズ」（相方：ERISA）

### ラウンドガール
- WBCムエタイ世界王者への道2010（2010年9月26日、後楽園ホール）[5]
- シュートボクシング2012～Road to S-cup～ act.1～（2012年2月5日、後楽園ホール）[9]
- 新日本キックボクシング「MAGNUM28」（2012年3月11日、後楽園ホール、相方：ERISA[10]）
- 新日本キックボクシング「MAGNUM30」（2012年10月14日、後楽園ホール、相方：ERISA[11][12]）

## 出演

### テレビ番組
- Car☆Xs（とちぎテレビ他） - 雨宮める、熊原楓と共にユニット「Xs」（クロス）として出演している。

### 東京オートサロンのコンパニオン
- 2009年：パイオニア「カロッツェリア」ブース
- 2011年、2012年、2013年：Veilsideブース
- 2014年：TOYO TIRESブース（TOYO GIRLのRQとして）

### 東京モーターショーのコンパニオン
- 2009年：PIRELLIブース（この時に着たコスチュームを3年後の「MAGNUM30」ラウンドガール時に再着用している[11]。）
- 2011年：TOYOTAブース
- 2013年：メルセデス・ベンツブース

### その他イベント
- 東京ゲームショウ「SEGAブース」（2010年、2011年、2012年）
- アミューズメントマシンショー「SEGAブース」（2010年[5]、2011年）
- ジャンプフェスタ「SEGAブース」（2010年）